# Кольтюгино
Кольтюгино (ранее Кальтюгина) — деревня в Тарском районе Омской области. Входит в состав Черняевского сельского поселения.

## История
Дата основания неизвестна, не позже 1902 года (в 1902 в деревне открыта церковная школа грамоты). К 1914 году в деревне проживало 315 душ обоего пола. В 1928 г. деревня Кольтюгина состояла из 101 хозяйства, основное население — русские. Центр Кольтюгинского сельсовета Нижне-Колосовского района Тарского округа Сибирского края.

## Население
| 1926 | 2002 | 2010 |
| ---- | ---- | ---- |
| 499  | ↘465 | ↘413 |